# Веварсінг (Нью-Йорк)
Веварсінг (англ. Wawarsing) — місто (англ. town) в США, в окрузі Ольстер штату Нью-Йорк. Населення — 12 771 особа (2020).

## Демографія
Згідно з переписом 2010 року, у місті мешкало 13 157 осіб у 4509 домогосподарствах у складі 2946 родин. Було 6211 помешкання
Расовий склад населення:
| - 73,2 % — білих - 15,3 % — чорних або афроамериканців - 1,4 % — азіатів - 0,8 % — корінних американців - 5,4 % — осіб інших рас |

До двох чи більше рас належало 4,0 %. Частка іспаномовних становила 19,3 % від усіх жителів.
За віковим діапазоном населення розподілялося таким чином: 20,3 % — особи молодші 18 років, 66,5 % — особи у віці 18—64 років, 13,2 % — особи у віці 65 років та старші. Медіана віку мешканця становила 40,1 року. На 100 осіб жіночої статі у місті припадало 128,3 чоловіка;  на 100 жінок у віці від 18 років та старших — 135,2 чоловіка також старших 18 років.
Середній дохід на одне домашнє господарство  становив 60 620 доларів США (медіана — 46 889), а середній дохід на одну сім'ю — 69 050 доларів (медіана — 56 475). Медіана доходів становила 46 429 доларів для чоловіків та 37 117 доларів для жінок. За межею бідності перебувало 17,9 % осіб, у тому числі 22,5 % дітей у віці до 18 років та 18,8 % осіб у віці 65 років та старших.
Цивільне працевлаштоване населення становило 5186 осіб. Основні галузі зайнятості: освіта, охорона здоров'я та соціальна допомога — 24,6 %, мистецтво, розваги та відпочинок — 13,2 %, будівництво — 12,9 %.